# جون إس. بورغس
جون إس. بورغس (بالإنجليزية: John S. Burgess)‏ هو محامي وسياسي أمريكي، ولد في 10 مايو 1920 في نيويورك في الولايات المتحدة، وتوفي في 20 سبتمبر 2007 في كين في الولايات المتحدة. حزبياً، نشط في الحزب الجمهوري. وقد انتخب عضو مجلس نواب فيرمونت.